# Poliaenus
Poliaenus – rodzaj chrząszczy z rodziny kózkowatych i podrodziny zgrzypikowych.

## Zasięg występowania
Przedstawiciele tego rodzaju występują w Ameryce Północnej od USA na płn. po Kostarykę na płd.

## Systematyka
Do Poliaenus należy 11 gatunków:
- Poliaenus abietis
- Poliaenus batesi
- Poliaenus californicus
- Poliaenus concolor
- Poliaenus hesperus
- Poliaenus negundo
- Poliaenus nuevoleonis
- Poliaenus obscurus
- Poliaenus oregonus
- Poliaenus sparsus
- Poliaenus volitans